# Stade aurillacois Cantal Auvergne
El Stade aurillacois Cantal Auvergne és un club de Rugbi a 15 que juga a la Pro D2. El club es va fundar el 1904.